# Levi’s Stadium
Levi’s Stadium – stadion futbolowy w Santa Clara w stanie Kalifornia, na którym swoje mecze rozgrywa futbolowy zespół ligi NFL San Francisco 49ers.
Budowę stadionu rozpoczęto w kwietniu 2012 roku, a jego otwarcie które nastąpiło 17 lipca 2014. Pierwszy mecz na Levi’s Stadium odbył się 2 sierpnia 2014; spotkanie ligi MLS pomiędzy San Jose Earthquakes a Seattle Sounders obejrzało 48 765 widzów. Inauguracja ligi NFL miała miejsce 14 września 2014, gdy San Francisco 49ers podejmowali Chicago Bears. Obiekt ma pojemność 68 500 miejsc.
W lipcu 2014 zarząd klubu San Jose Earthquakes podpisał pięcioletnią umowę, zobowiązującą do rozegrania jednego meczu w sezonie na Levi’s Stadium. 21 lutego 2015 na stadionie odbył się mecz ligi NHL pomiędzy San Jose Sharks a Los Angeles Kings, który obejrzało 70 205 widzów. W 2016 na Levi’s Stadium rozegrano cztery mecze w ramach Copa América Centenario. W grudniu 2016 poinformowano, iż na Levi’s Stadium rozegrany zostanie mecz fazy pucharowej Złotego Pucharu CONCACAF, zaplanowanego na lipiec 2017. 7 lutego 2016 obiekt był areną Super Bowl 50, w którym zmierzyły się zespoły Denver Broncos i Carolina Panthers.
Na stadionie miały miejsce również koncerty, między innymi Grateful Dead, Taylor Swift, Beyoncé i Coldplay.